# 王景芬 (1931年)
王景芬（1931年8月—），笔名书杉，男，汉族，浙江义乌人，中国书法家，曾任中国书法家协会常务理事。